# Pont-Saint-Martin (Aostatal)

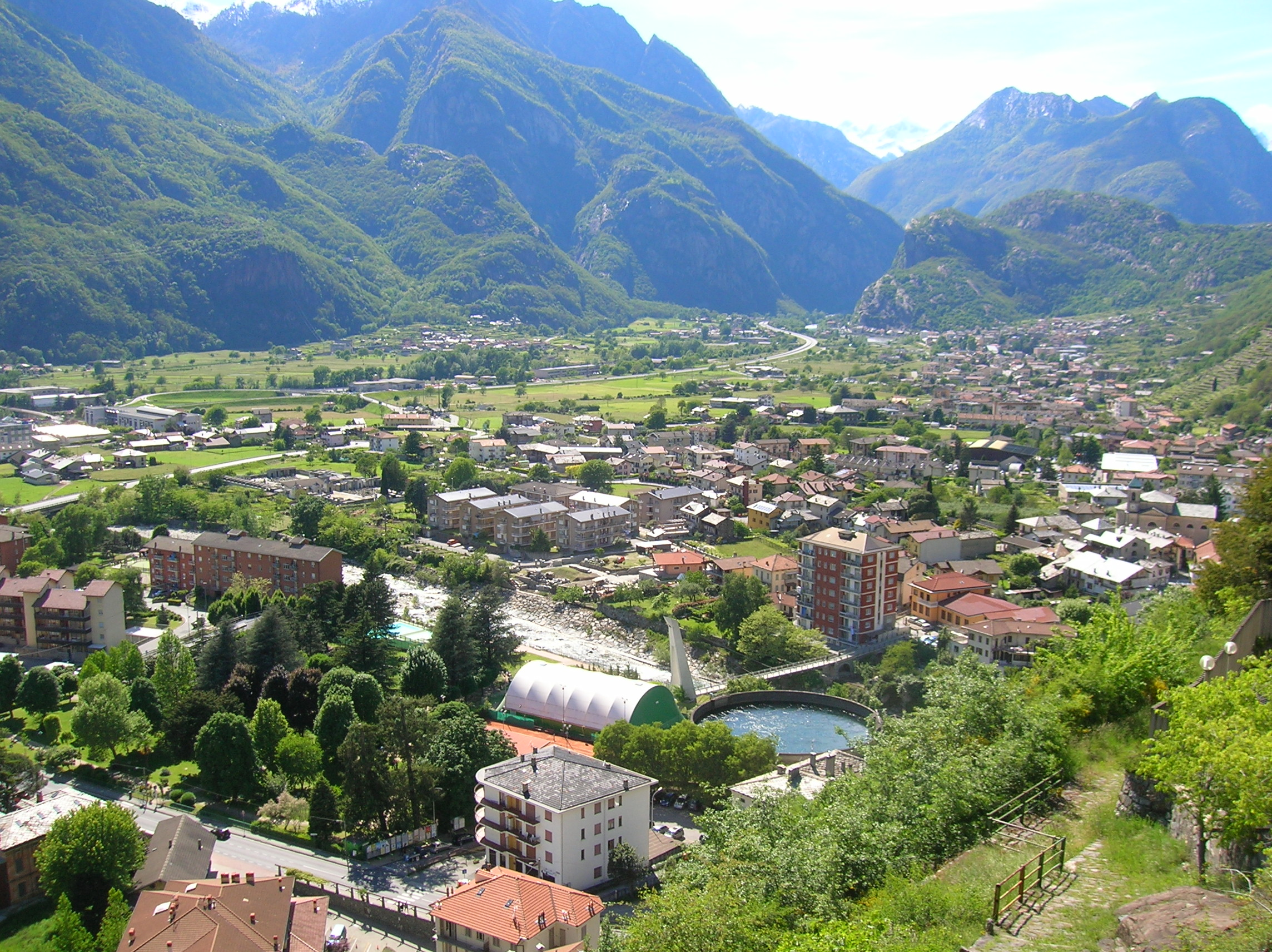
Pont-Saint-Martin

Pont-Saint-Martin (walserdeutsch Martinstäg) ist eine italienische Gemeinde (comune) mit 3541 Einwohnern (Stand 31. Dezember 2023) in der autonomen Region Aostatal.

## Geographie
Pont-Saint-Martin liegt in einer Höhe von 345 m s.l.m. an der orographisch linken Seite der Dora Baltea am Eingang des Aostatals, an der Grenze zur Region Piemont. Durch den Ort führt die Via Francigena.
Die Nachbargemeinden sind Carema (TO), Donnas und Perloz.

## Geschichte
Der Name der Gemeinde stammt von der Römerbrücke Pont-Saint-Martin, die den Bergbach Lys überquert und über die fast 2000 Jahre lang der gesamte Verkehr durch das Aostatal rollte. Über die 31 m lange und 23 m hohe Brücke führte die Römerstraße Via Publica von der Po-Ebene über den kleinen Sankt Bernhard nach Gallien. Sie wurde noch im 19. Jahrhundert für den Verkehr benutzt.

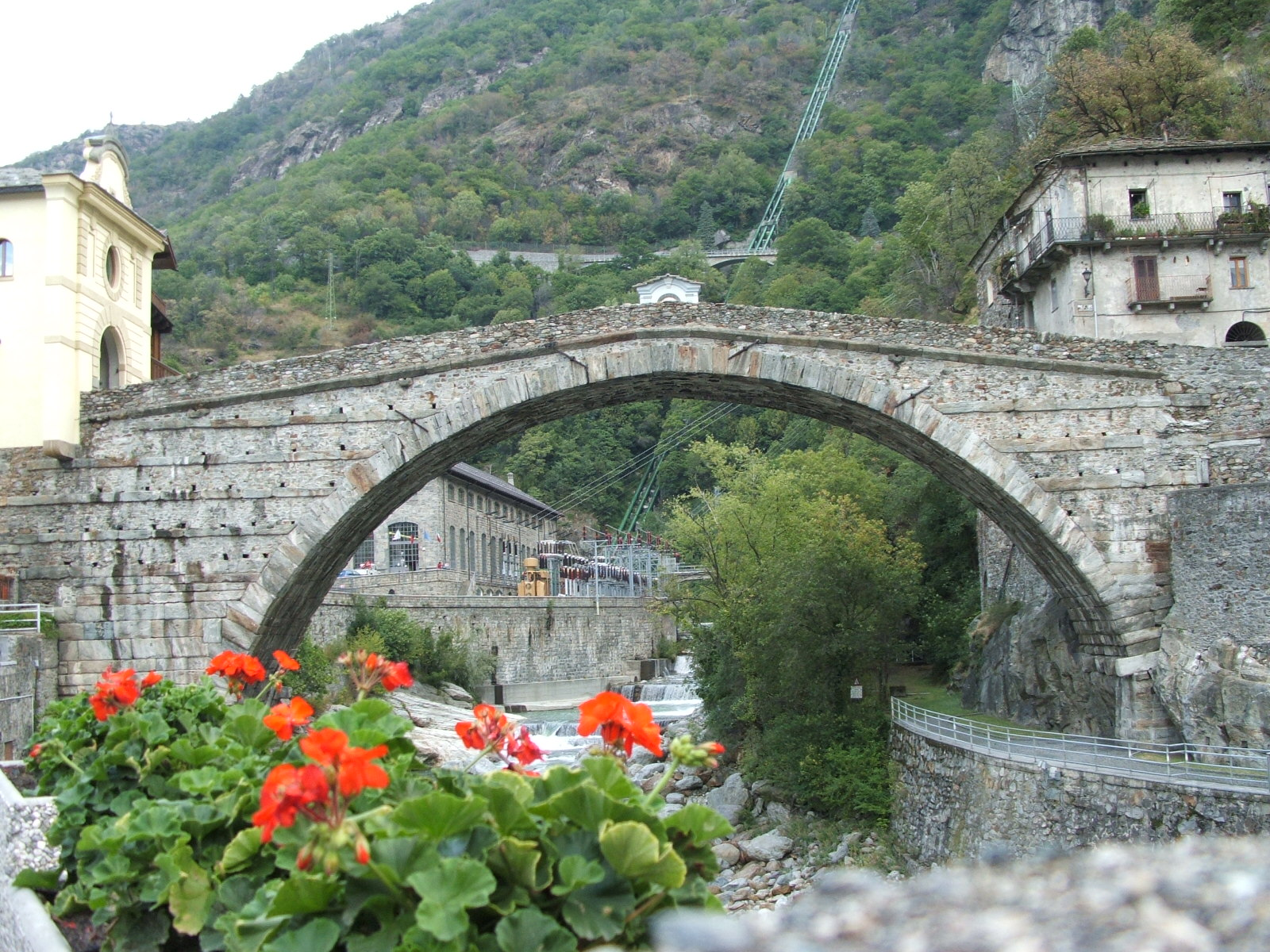
Die römische Stadtbrücke

Während des Faschismus trug der Ort ab 1929 offiziell den italianisierten Namen Ponte San Martino. Die Umbenennung wurde 1946 wieder rückgängig gemacht.
Heute ist der Ort ein kleines industrielles Zentrum im unteren Aostatal.

## Sehenswürdigkeiten
- Burg Pont-Saint-Martin
- Festes Haus Pont-Saint-Martin